# Ван-Влек (Техас)
Ван-Влек (англ. Van Vleck) — переписна місцевість (CDP) в США, в окрузі Матагорда штату Техас. Населення — 1923 особи (2020).

## Географія
Ван-Влек розташований за координатами 29°1′42″ пн. ш. 95°53′4″ зх. д. / 29.02833° пн. ш. 95.88444° зх. д. (29.028200, -95.884504).  За даними Бюро перепису населення США в 2010 році переписна місцевість мала площу 19,52 км², з яких 19,45 км² — суходіл та 0,07 км² — водойми.

## Демографія
Згідно з переписом 2010 року, у переписній місцевості мешкали 1844 особи в 660 домогосподарствах у складі 515 родин. Густота населення становила 94 особи/км².  Було 721 помешкання (37/км²).
Расовий склад населення:
| - 78,8 % — білих - 13,0 % — чорних або афроамериканців - 0,4 % — корінних американців - 0,4 % — азіатів - 6,2 % — осіб інших рас |

До двох чи більше рас належало 1,2 %. Частка іспаномовних становила 30,0 % від усіх жителів.
За віковим діапазоном населення розподілялося таким чином: 27,4 % — особи молодші 18 років, 58,5 % — особи у віці 18—64 років, 14,1 % — особи у віці 65 років та старші. Медіана віку мешканця становила 40,2 року. На 100 осіб жіночої статі у переписній місцевості припадало 96,8 чоловіків;  на 100 жінок у віці від 18 років та старших — 94,6 чоловіків також старших 18 років.
Середній дохід на одне домашнє господарство  становив 55 577 доларів США (медіана — 49 344), а середній дохід на одну сім'ю — 72 933 долари (медіана — 53 316). За межею бідності перебувало 14,6 % осіб, у тому числі 3,4 % дітей у віці до 18 років та 12,9 % осіб у віці 65 років та старших.
Цивільне працевлаштоване населення становило 1056 осіб. Основні галузі зайнятості: освіта, охорона здоров'я та соціальна допомога — 23,7 %, науковці, спеціалісти, менеджери — 15,1 %, будівництво — 9,8 %, фінанси, страхування та нерухомість — 9,0 %.